# Hina-Oio
Hina-Oio är havsdjurens gudinna inom Påsköns mytologi. Hon var gift med Atua-Metua mor till havets alla djur. 